# Paralacydes arescopa
Paralacydes arescopa är en fjärilsart som beskrevs av Turner. Paralacydes arescopa ingår i släktet Paralacydes och familjen björnspinnare. Inga underarter finns listade i Catalogue of Life.